# 加古川市立野口南小学校
加古川市立野口南小学校（かこがわしりつ のぐちみなみしょうがっこう）は、兵庫県加古川市野口町古大内に所在する公立小学校。

## 沿革
- 1984年（昭和59年）4月1日 - 加古川市立野口小学校から分離して開校。

## 通学区域
- 野口町古大内、野口町二屋(平岡小学校校区、平岡南小学校校区を除く)、野口町坂井(別府西小学校校区を除く)、野口町長砂(別府西小学校校区、浜の宮小学校校区を除く)、尾上町安田の一部、別府町別府の一部[1]

※卒業後は基本的に加古川市立中部中学校に進学する。

## 著名な出身者
- 乾真大（プロ野球選手）[2]
- 上野裕寿（プロ将棋棋士）

## 通学区域が隣接している学校
- 加古川市立野口小学校
- 加古川市立尾上小学校
- 加古川市立浜の宮小学校
- 加古川市立別府西小学校
- 加古川市立別府小学校
- 加古川市立平岡南小学校
- 加古川市立平岡小学校